# Madman Entertainment
Madman Entertainment é uma empresa australiana especializada na distribuição de anime japonês e mangá na Austrália e Nova Zelândia. A empresa é propriedade da ASX listed Funtastic Limited e Madman Entertainment é uma das principais empresas de entretenimento, na Austrália, junto com a Warner Bros Austrália, Buena Vista Austrália, 20th Century Fox South Pacific, The Weinstein Company Australian Productions e Paramount / Universal Tasmânia (como United International Pictures). Emprega mais de 130 pessoas e tem um faturamento anual de cerca de $AU50 milhões.
Durante os últimos 10 anos, Madman tem garantindo o direito de liberação local de um número de títulos muito populares como One Piece, Dragon Ball Z, Neon Genesis Evangelion, Akira, e quase todos do catálogo do Studio Ghibli. Além da venda de DVD, Madman também gerencia a versão teatral de alguns de seus títulos, especialmente os filmes do Studio Ghibli. De acordo com a pesquisa de mercados correntes, as contas da Madman subiram para 97% do anime total do mercado de DVD, na Austrália.

## História
Madman Entertainment foi fundada em 1996 exclusivamente para distribuir anime da Manga Entertainment da Austrália juntamente com a Polygram e Siren Entertainment. Mais tarde, em 1997, Madman começou a distribuir anime da AD Vision juntamente com Siren Entertainment. Madman agora licencia anime da AD Vision, Funimation, Harmony Gold, Viz Media, Bandai Entertainment e a ex-Geneon. Madman sempre atuou como distribuidora de produtos de mangá, até 2003, quando a Manga Entertainment Australia Ltd se fundiu com Madman. Isso aconteceu assim que a Manga Entertainment perdeu uma licença na Austrália, Madman se comprometeu a recuperá-la. Se Madman Entertainment tivesse perdido a licença para o anime de empresas estadunidenses, a Manga Entertainment UK teria que sub-licenciar anime a Madman. A partir de 2008, apenas alguns títulos da Manga Entertainment Australia da década de 90 foram distribuídas por Madman. Battle Angel Alita era para ser lançado na Austrália por Manga Entertainment e Madman em 2001, mas esta foi cancelada porque a AD Vision tinha os direitos sobre o OVA na América do Norte e tentaram comercializá-lo na Austrália com uma nova marca.
Alguns de seus lançamentos de DVD tem sido dominado conjuntamente com MVM Films ou Revelation Films para economizar custos e, portanto lançar na região (Região 2 e Região 4). Alguns dos poucos títulos de DVD da Madman, como o OVA Oh! My Goddess! foi lançado para todas as regiões em DVDs, no formato NTSC, importado dos Estados Unidos e reembalado para venda na Austrália e Nova Zelândia (que normalmente usa cores PAL).
A crescente seleção de títulos de mangá traduzidos pela Tokyopop nos Estados Unidos e Chuang Yi em Singapura estão sendo importados através da Madman Entertainment. Em fevereiro de 2008, Madman anunciou que eles seriam a distribuir títulos de mangá da Viz Media.
Madman lançada em 1996 apenas como uma empresa de distribuição de anime, desde então tem expandido de forma exponencial. Eles gerenciam a distribuição de títulos de ação ao vivo através de seus rótulos como Madman Films, Directors Suite, Madman Sports, Madman Laughs, Madman Television, Bollywood Masala, Eastern Eye e também de entretenimento para crianças através dos seus rótulos da Planet Mad e Mad4Kids. Madman também tem um braço de distribuição de teatro chamado Madman Cinema. Além disso, Madman distribui séries originais produzidas pela Special Broadcasting Service em DVD.
Em 2007, a Madman começou um acordo de licenciamento para as séries do Adult Swim do Cartoon Network em DVD na Austrália e Nova Zelândia. Madman também tem programado o bloco de anime do Adult Swim nos dois países até o Cartoon Network da Austrália deixar cair toda a sua programação adulta em 1 de janeiro de 2008. Madman Entertainment lançou a série completa de MASK, mais de duas coleções de DVD pela primeira vez na Austrália e Nova Zelândia. Uma coleção foi lançada em novembro de 2006 e contém os episódios de 1-38, a segunda temporada foi lançada em março de 2007 e contém os episódios 39-65, bem como os episódios 1-10 da série de corrida. Em 2008, a Supanova Pop Culture Expo, Madman anunciou planos para explorar novos métodos de distribuição. A compahia oferece agora o streaming de determinados episódios de anime, começando com o primeiro episódio de School Rumble. Madman começou a lançar títulos em Blu-ray Disc, começando com Transformers: The Movie, em Junho de 2009.
Em abril de 2008, Madman anunciou "uma colaboração" com a emprensa britânica Warp Films. Warp e Madman fizeram um plano de "fazer pelo menos 2 filmes juntos ao longo dos próximos 3 anos."

## Merchandise
Madman Entertainment tem seu próprio vestuário e mercadorias que utiliza características de séries populares, como o Hidden Leaf Sign de Naruto, assim como o logotipo de um louco.